# Oussa (Tom)
Pour les articles homonymes, voir Oussa.
L'Oussa (en russe : Уса) est une rivière de Russie qui coule dans l'oblast de Kemerovo en Sibérie occidentale. C'est un affluent du Tom en rive droite, donc un sous-affluent de l'Ob.

## Géographie
L'Oussa prend naissance sur le versant occidental de l'Alataou de Kouznetsk. 
Elle se jette dans le Tom en rive droite à Mejdouretchensk, à une altitude d'un peu moins de 240 mètres.
La longueur de la rivière est de 179 kilomètres.
Son bassin versant qui s'étend sur 3 610 kilomètres2, est puissamment arrosé par les importantes précipitations qui s'abattent sur le versant occidental des montagnes de l'Alataou de Kouznetsk. 
L'Oussa gèle habituellement à partir du mois de novembre ou de début décembre, et ce jusqu'à la fin du mois d'avril ou au début du mois de mai.

## Villes traversées
À part Mejdouretchensk, la rivière ne baigne aucune localité d'importance.

## Hydrométrie - Les débits à Mejdouretchensk
Le débit de l'Oussa a été observé pendant 61 ans (sur la période 1937 à 2000) à Mejdouretchensk, ville assez importante située au niveau de son confluent avec le Tom. 
À Mejdouretchensk, le débit inter annuel moyen ou module observé sur cette période était de 146 m3/s pour une surface de drainage prise en compte de 3 320 km2, soit plus de 91 % de la totalité du bassin versant de la rivière.
La lame d'eau écoulée dans cette partie du bassin atteint ainsi le chiffre de 1 391 millimètres par an, ce qui doit être considéré comme très élevé, et constitue un record en Sibérie, surtout dans le contexte du bassin de l'Ob, caractérisé par un écoulement modéré. L'Oussa fournit quelque 15 % du débit final du Tom, sur un bassin versant qui ne fait que plus ou moins 5 % du bassin total de cette dernière.
Les hautes eaux se déroulent au printemps, de la seconde quinzaine du mois d'avril au mois de juin inclus, ce qui correspond au dégel et à la fonte des neiges du bassin. Dès le mois de juillet, le débit baisse fortement, mais reste fort soutenu tout au long du reste de l'été et de l'automne. Un rebond de faible ampleur a lieu aux mois de septembre et d'octobre, et est lié aux précipitations automnales ainsi qu'à la moindre évaporation en cette saison.
Au mois de novembre, le débit de la rivière plonge à nouveau, ce qui mène à la période des basses eaux. Celle-ci a lieu de novembre à mars inclus. 
Le débit moyen mensuel observé en février (minimum d'étiage) est de 20,3 m3/s, soit près à peine 3,5 % du débit moyen du mois de mai (581 m3/s), ce qui souligne l'amplitude fort élevée des variations saisonnières, même dans le cadre sibérien où les écarts sont souvent très importants. Ces écarts de débit mensuel peuvent être encore plus marqués d'après les années : sur la durée d'observation de 61 ans, le débit mensuel minimal a été de 1,74 m3/s en février 1985, tandis que le débit mensuel maximal s'élevait à 1 090 m3/s en juin 1966.
En ce qui concerne la période libre de glaces (de mai à octobre inclus), le débit minimal observé a été de 20,8 m3/s en août 1998.  